# Hotel Falligan

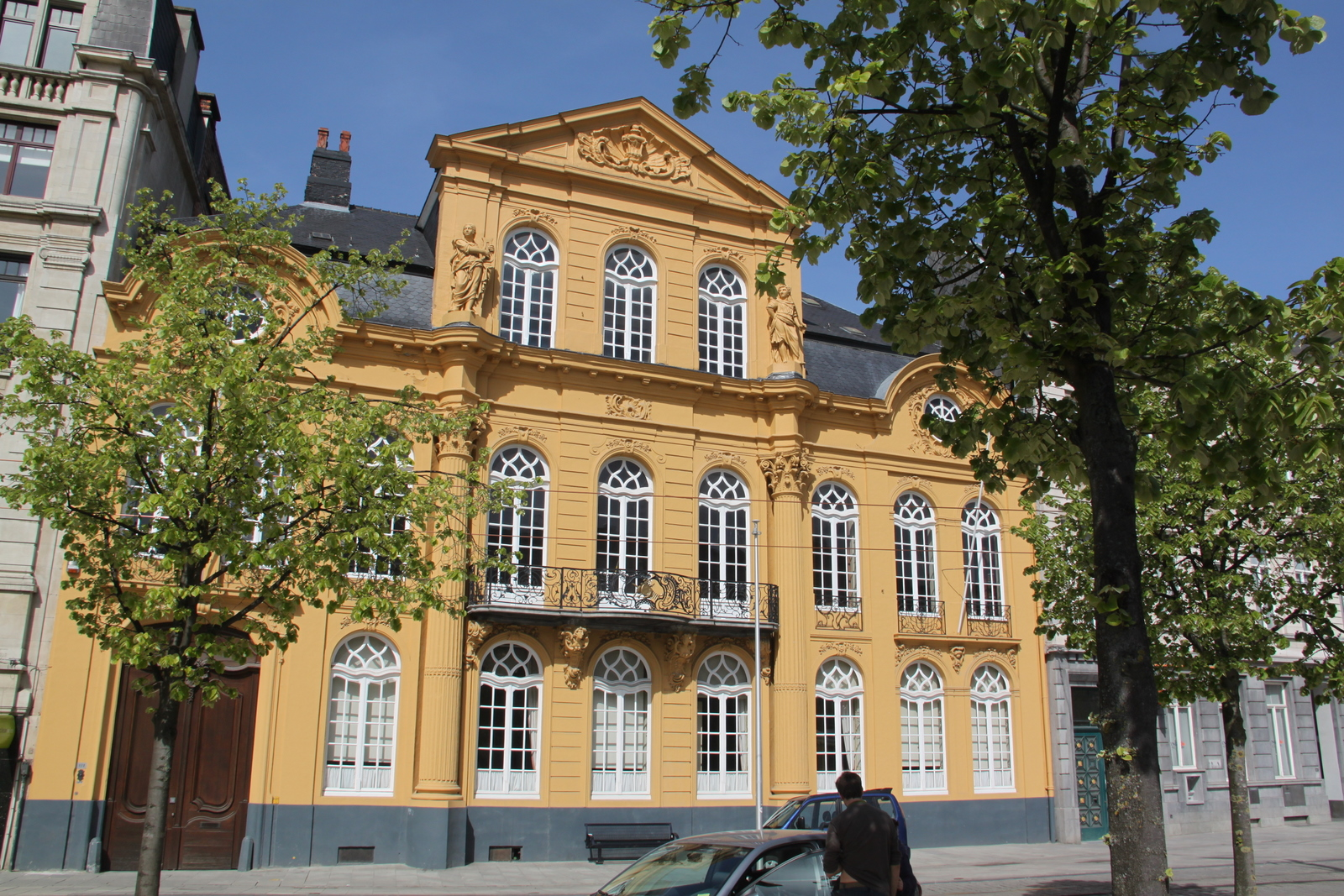
Hotel Falligan

Het Hotel Falligan is een historisch pand aan de Kouter in de Belgische stad Gent. De stadswoning in rococo werd opgetrokken in 1755 voor  Hector-Gabriel-Joseph Falligan (afkomstig van een adellijk geslacht uit de streek van Anjou (rond Angers, Pays de la Loire) in Frankrijk) en zijn echtgenote Jeanne Agnès de Pestre (erfgename van een handelaar in koloniale waren). Het gebouw heeft Korinthische zuilen met beelden van Apollo en Diana. Het grote, centrale balkon met handsmeedwerk wordt gedragen door vier gestileerde consoles. Aan de achterzijde is er een binnenplaats met zicht op de sierlijke koetshuizen, met als decoratie op het fronton de wapenschilden van de families Falligan en Depestre. In 1804 vestigde het literaire genootschap Club des Nobles zich in het gebouw. Binnen zijn er oriëntaals geïnspireerde muurschilderingen van Parijse origine. Sinds 1990 is het pand een beschermd monument. In december 2012 werden in dit gebouw enkele scènes opgenomen voor de speelfilm Grace of Monaco over het leven van filmster en prinses Grace Kelly.

## Afbeeldingen

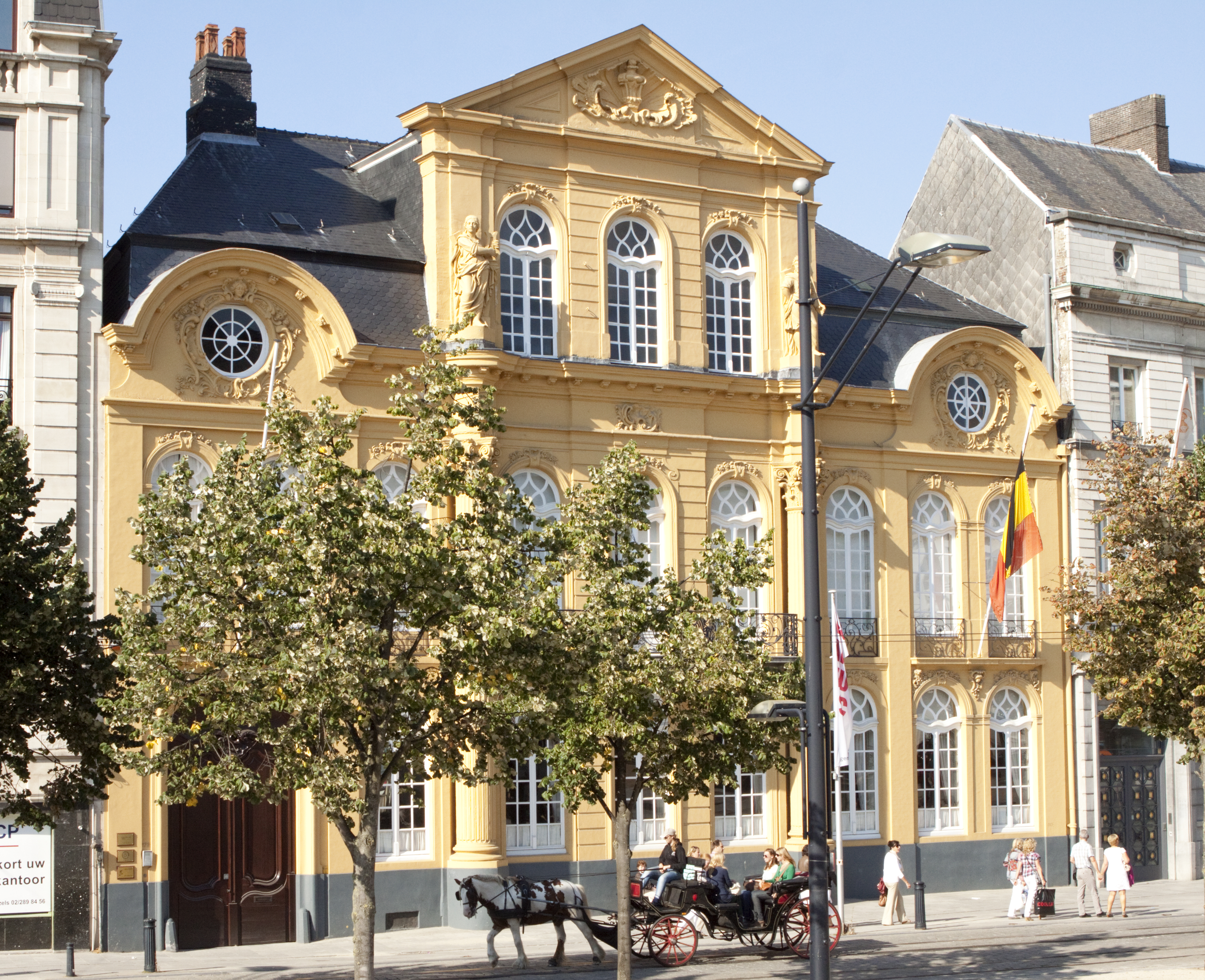
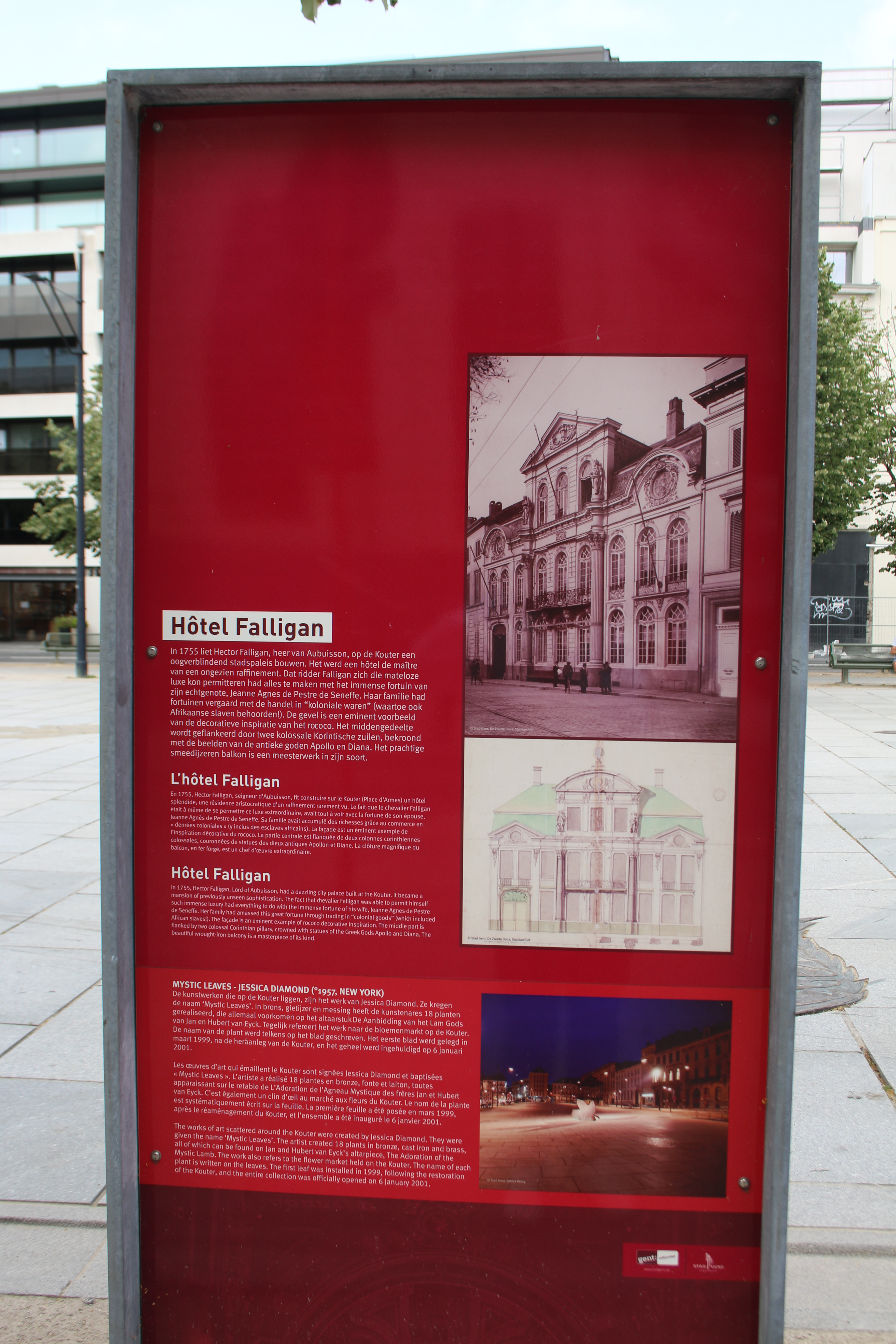
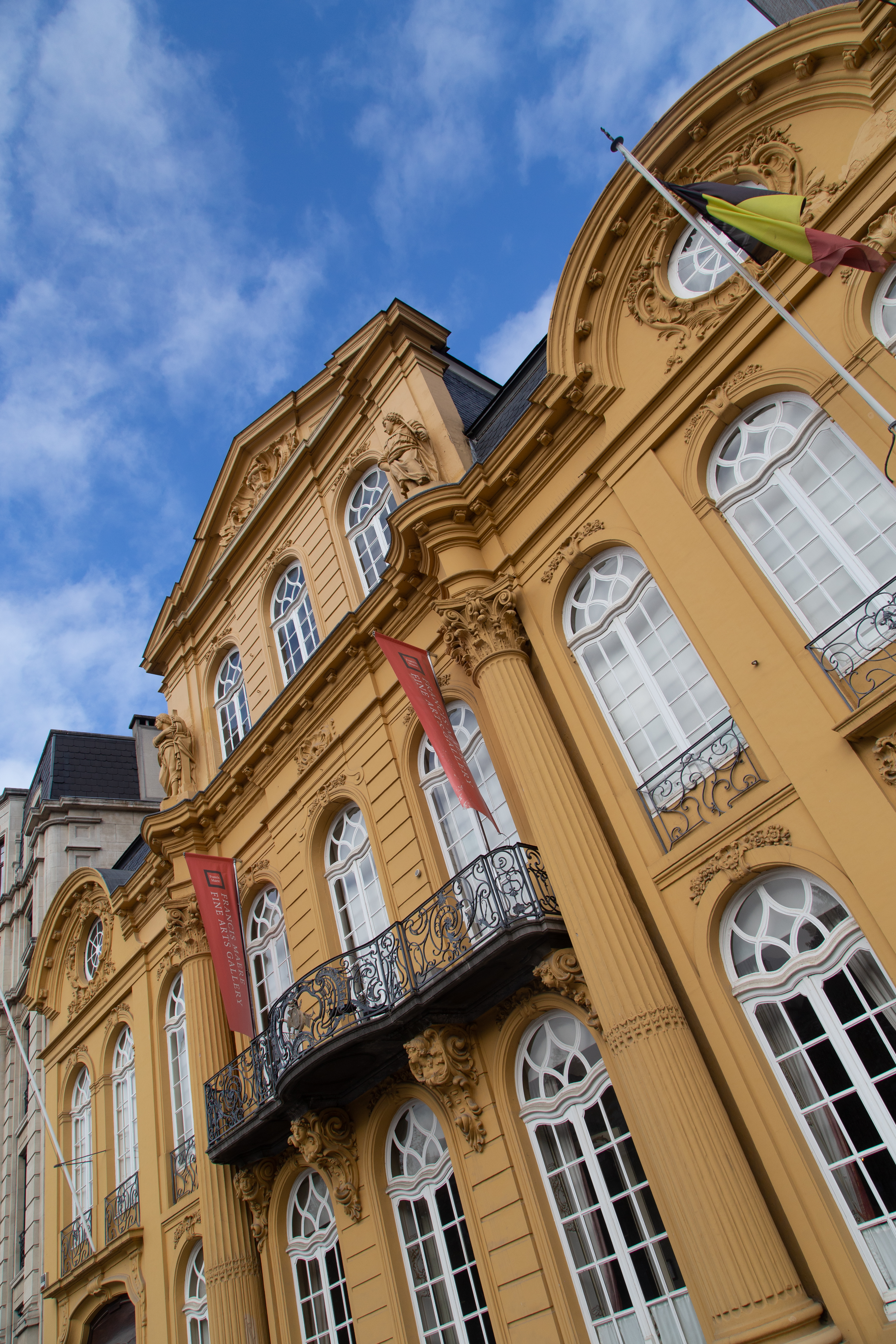